# Stuhlmannia moavi
Genre
Espèce
Statut de conservation UICN

 VUB1+2c, C2a, D2 : Vulnérable
Stuhlmannia moavi est une espèce de plantes à fleurs dicotylédones de la famille des Fabaceae, sous-famille des Caesalpinioideae, originaire d'Afrique orientale et de Madagascar. C'est l'unique espèce acceptée du genre Stuhlmannia (genre monotypique).

## Étymologie
Le nom générique, « Stuhlmannia », est un hommage à Franz Ludwig Stuhlmann  (1863-1928), naturaliste allemand qui voyagea en Afrique orientale et dans les Indes néerlandaises et qui participa à la fondation de l'Institut de recherche botanique Amani (actuelle Tanzanie).